# Nyírfajd
A nyírfajd (Lyrurus tetrix) a madarak osztályának tyúkalakúak (Galliformes) rendjébe és a fácánfélék (Phasianidae) családjába tartozó faj.

## Rendszerezés
Besorolása vitatott, egyes szerzők a Tetrao nemhez sorolják Tetrao tetrix néven.

## Előfordulása
Európa magas-hegységeiben, valamint Ázsia tajgaövezetében honos. Albánia, Ausztria, Fehéroroszország, Belgium, Kína, Csehország, Észtország, Finnország, Franciaország, Németország, Görögország, Olaszország, Kazahsztán, Kirgizisztán, Lettország, Liechtenstein, Litvánia, Luxembourg, Mongólia, Lengyelország, Norvégia, Hollandia, Románia, Oroszország, Szlovákia, Szlovénia, Spanyolország, Svédország, Svájc, Ukrajna és az Egyesült Királyság területén honos. Országok ahol esetleg kihalt: Montenegró és Szerbia. Országosan kihalt Horvátországban, Magyarországon és Törökországban. Betelepítették Kanadába és az Amerikai Egyesült Államok területére. Kóborló Bosznia-Hercegovina, Dánia, a Feröer szigetek, Korea és Macedónia területén. Megtalálható a hegyvidéki fenyvesekben és kevert erdőkben, ahol lehetőleg bogyótermő cserjékben gazdag területek vannak. Éger- és nyírligetekben is fészkel.

## Alfajai
- Lyrurus tetrix baikalensis (Lorenz, 1911)
- Lyrurus tetrix britannicus Witherby & Lonnberg, 1913
- Lyrurus tetrix mongolicus (Lonnberg, 1904)
- Lyrurus tetrix tetrix (Linnaeus, 1758)
- Lyrurus tetrix ussuriensis (Kohts, 1911)
- Lyrurus tetrix viridanus (Lorenz, 1891)

## Megjelenése
Testhossza 40-55 centiméter, szárnyai fesztávolsága 65-80 centiméter, súlya 750-1450 gramm. A hím tollazata alapvetően fekete, sötétkék fémfénnyel. Gombszeme feletti bibircsek pirosak. Farkfedői fehérek (ezek dürgéskor jól láthatóak). A tojó barna rejtőszínnel rendelkezik.
|  |  |

## Életmódja
A kikelt fiókákat anyjuk eleinte kifejlett rovarokkal, valamint ízeltlábúakkal eteti, később csigákat, gilisztákat fogyasztanak, a kifejlett egyedek pedig kifejezetten növényevők: elsősorban áfonya és boróka bogyóival, friss hajtásokkal, rügyekkel táplálkoznak.

## Szaporodása
Dürgés idején (ez általában április-májusra, magashegységekben júniusra esik) a kakasok minden évben ugyanott összegyűlnek, és peckes lépésekkel, ugrálással, messze hangzó, bugyborékoló hangot hallatva, egymás közti küzdelemmel próbálják felhívni a tojok figyelmét. Mivel poligám madarak, egy idő után minden kakas szerencséssé válhat. Fészkét dús aljnövényzetű erdők talajára, fák, bokrok tövébe készíti. A fészekalj általában 6-10 tojásból áll, melyen a tojó 24-26 napig kotlik. 10-14 napos korukban rövidebb távra már elrepülnek a kikelt fiókák.
|  |

## Kárpát-medencei előfordulása
A Kárpát-medencében csak a Kárpátok magasabban fekvő erdős területein él.
Magyarországon a korábbi adatok szerint a 19. században fordult elő utoljára, méghozzá a Nyírségben, de újabb adatok szerint a Sajó menti erdőkben, Bánhorváti, Putnok, Sajóvelezd környékén 1900-ban még „java” dürgés volt. 1924-ben Földváry Miksa ugyanitt még lőtt dürgő kiskakast.
2006-ban a Nyírerdő Rt. területén tenyésztési és visszatelepítési program indult többek között a Safari Club International (SCI) Közép-Magyarországi Egyesületének támogatásával. Jelenleg az állomány felszaporítása és a lehetséges visszatelepítési (repatriációs) helyszínek ökológiai felmérése folyik. Az első repatriációs kísérletek 2010-re várhatók.